# Kálidásza-díj
A Kálidásza-díj (कालिदास सम्मान) egy művészeti díj India, Madhja Prades nevű tartományában. A díjat Kálidásza, ókori indiai költő és drámaíróról nevezték el, aki szanszkrit nyelven írt.
A Kalidásza-díjat először 1980-ban adták át a zene és a tánc területein elért kimagasló tevékenységért. 1985-ben a díjat összevonták és még két művészeti területet adtak hozzá: festőművészet és színház.
Az elismerés mellé 100 000 indiai rúpia pénzdíj jár. A győzteseket a Madhja Prades kormánya által kijelölt öttagú bizottság választja ki.

## Díjazottak
- Dr. Kanak Rele, 2005–2006 táncművészetért
- S.H. Raza
- Birju Maharaj
- Kelucharan Mohapatra

## Lásd még
- Indiai irodalom
- Irodalmi díjak listája

## Külső hivatkozások
- 'Kalidas Samman' for Chandralekha, The Hindu, 2003. október 19.
- Tryst with Mohiniyattam Archiválva 2007. március 14-i dátummal a Wayback Machine-ben, The Hindu, 2006. január 29.